# 2024 en Bulgarie
Chronologie de la Bulgarie
- 2020
- 2021
- 2022
- 2023
- 2024
- 2025
- 2026
- 2027
- 2028

Cet article présente les faits marquants de l’année 2024 en Bulgarie.

## Évènements
- juin : élections européennes.
- 9 juin : élections législatives.
- 27 octobre : élections législatives.

## Décès
- 6 mai : Petia Stavreva, femme politique
- 9 mars : Georgi Popov, footballeur
- 13 mars : 
  - Stefan Abadzhiev, joueur de football
  - Néophyte de Bulgarie, patriarche de l'Église orthodoxe
- 13 juillet : Iliya Valov, footballeur
- 31 juillet : Krum Georgiev, joueur d'échecs
- 11 octobre : Kiril Maritchkov, bassiste, chanteur et auteur-compositeur